# Носіков Денис Миколайович
Денис Миколайович Носіков — український військовослужбовець, підполковник, командир 122 ОБрТрО.

## Життєпис
До жовтня 2024 виконував обов'язки заступника командира 241-ї окремої бригади. Відповідав за морально-психологічне забезпечення .

## Нагороди
- Медаль “За військову службу Україні” [2]
- Орден Богдана Хмельницького ІІІ ступеня [3]